# Маргарита Шведська
Маргарита Шведська (швед. Margaretha av Sverige), повне ім'я Маргарита Софія Ловіса Інгеборга Шведська (швед. Margaretha Sofia Lovisa Ingeborg av Sverige), (25 червня 1899 — 4 січня 1977) — шведська принцеса з династії Бернадотів, донька принца Швеції Карла та данської принцеси Інгеборги, дружина принца Данії та Ісландії Акселя.

## Біографія
Маргарита стала первістком в родині принца Швеції Карла та його дружини Інгеборги Данської, народившись за два роки після їхнього весілля. Дівчинка з'явилась на світ 25 червня 1899 року на віллі Паркудден, літньому будиночку батьків, що знаходився на острові Юрґорден у центрі Стокгольма. За наступні шість років сім'я поповнилася ще двома доньками: Мартою та Астрід. Країною в цей час правив їхній дід Оскар II.

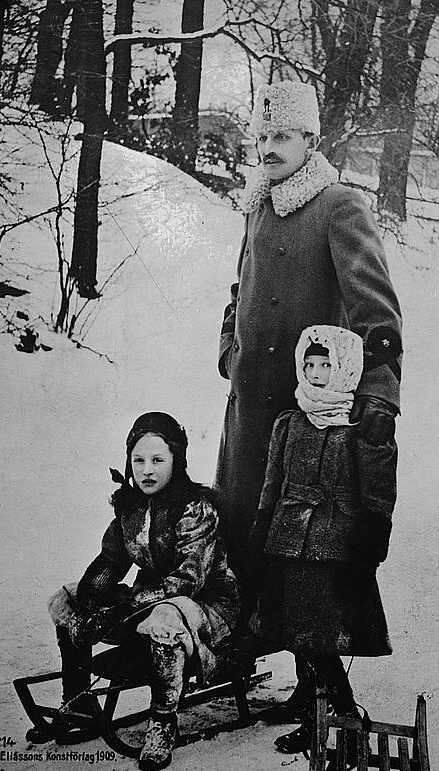
Маргарита із батьком та сестрою Мартою у дитячому віці

1905 року відбулося розірвання унії між Швецією та Норвегією. Карл Шведський розглядався, як можливий претендент на норвезький престол, проте, королем обрали брата Інгеборги, Крістіана Фредеріка Карла. В 1907 році після смерті Оскара II, королем Швеції став брат Карла, Густав. А у 1912 році інший брат Інгеборги став королем Данії. Тож Маргарита доводилася небогою трьом правлячим скандинавським королям.
Родина проводила літо на віллі Паркудден, а зиму — в Палаці Кронпринца. В 1908 році батько придбав віллу Бистрьом, що стала їхньою постійною резиденцією. Літом же Маргарита з сім'єю від 1910 рокубувала на віллі Фрідхем в затоці Бравікен. В 1911 році у неї з'явився молодший брат Карл.
В 1916 році принцеса пройшла курс по догляду за дітьми.
Наприкінці 1910-х королева Великої Британії Мері Текська, висловлювала сподівання, що Маргарита може стати дружиною її старшого сина Едуарда, принца Уельського. Проте, принцеса в той час вже була заручена із принцом Данії та Ісландії Акселем. Офіційно про їхні заручини було оголошено 23 березня 1919 року. Молоді люди були пристрасно закохані одне в одного, і матір нареченої навіть сказала, що їх «не можна спокійно залишити на самоті у мебльованій кімнаті».
Весілля відбулося 22 травня 1919 року у катедральному соборі Стокгольма. Маргариті було 19 років, Акселю — 30. Шлюб відзначали з пишністю та урочистостями. Багато уваги він викликав і у народу, і у преси. Як весільний подарунок від батьків нареченого, молодята отримали Bernstorffshøj, маєток поблизу палацу Бернсторфф. Медовий місяць пара провела у маєтку принца Євгена у Örberga, в Естергьотланді. По поверненні вони оселилися в подарованому маєтку. Шлюб був дуже щасливим. Їхній дім був багатим і сповненим радістю. У подружжя народилося двоє синів.
В 1930 році Аксель та Маргарита супроводжували кронпринца Фредеріка та принца Кнуда у їхній подорожі по території Азії.
В 1936 році їхній будинок зазнав пошкоджень під час пожежі. Тож його було вирішено перебудувати в новому, морському, стилі. 1944 подружжя відзначило срібне весілля. З цієї нагоди у саду Аксель та Маргарита висадили горіхове дерево.
Маргарита не стала королевою чи кронпринцесою, як її сестри. Проте, вона пережила їх більше, ніж на два десятиліття і до кінця днів носила прізвисько «Щаслива принцеса».
Після смерті чоловіка Маргарита подорожувала по всьому світу, перетинаючи на лайнері «Queen Mary» Атлантику туди і назад. Часто бувала в Норвегії, Парижі та на Рів'єрі. Також часто відвідувала рідну Швецію, обов'язково з'являючись на врученні Нобелівської премії.

## Родина

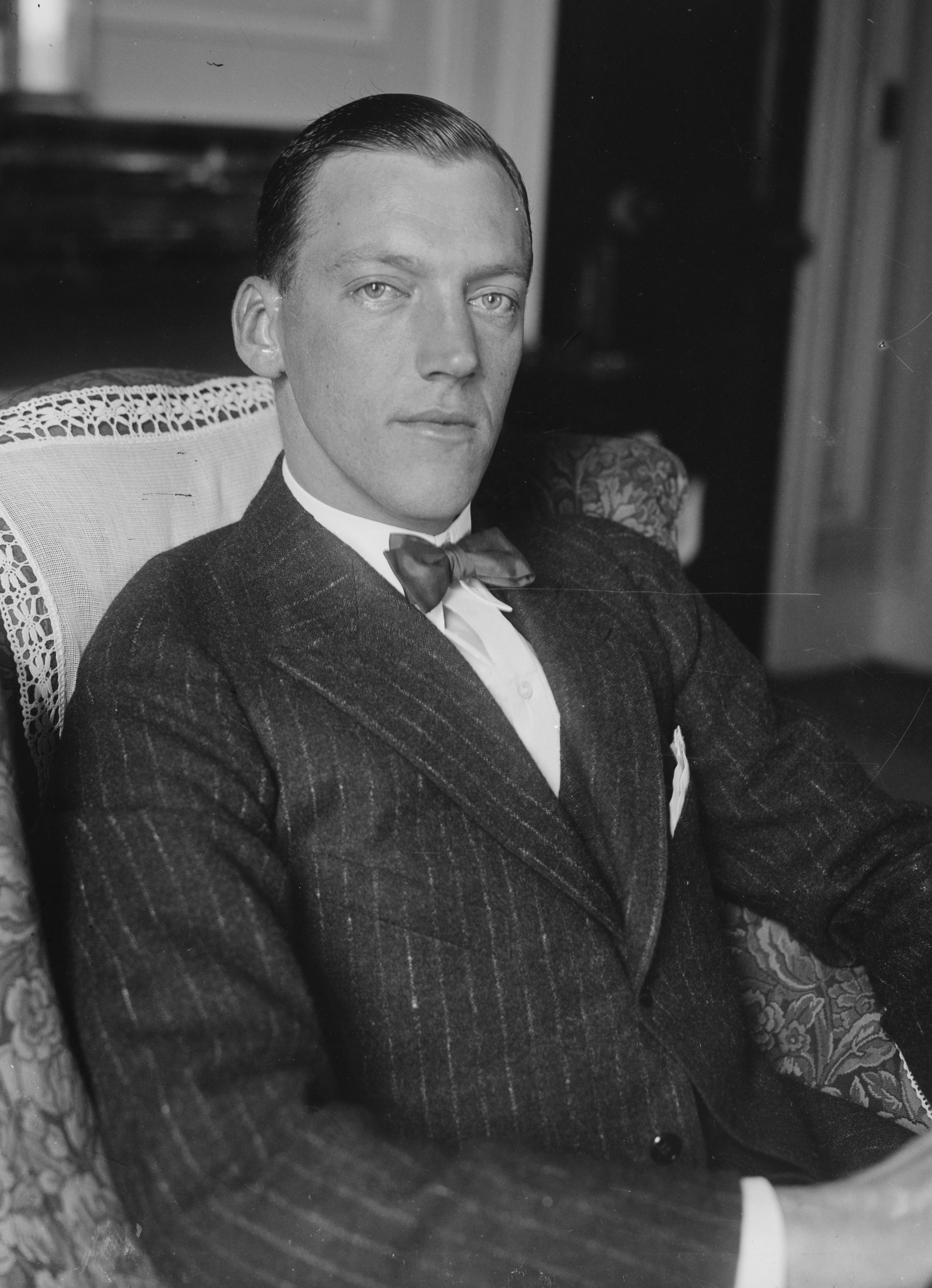
Аксель Данський

Чоловік — Аксель Данський
Діти:
- Георг (1920—1986) — принц Данії та Ісландії, був одружений з Анною Боуз-Лайон, дворідною сестрою Єлизавети II, дітей не мав;
- Флеммінг (1922—2002) — граф Розенборг, був одружений з Еліс Рут Нільсен, мав четверо дітей.